# Hudson Lowe
Sir Hudson Lowe (Galway, 28 luglio 1769 – Londra, 10 gennaio 1844) è stato un generale britannico, di origini irlandesi, assurto a notorietà come il "carceriere" di Napoleone Bonaparte nelle vesti di governatore dell'isola di Sant'Elena durante l'esilio dell'imperatore francese.

## Biografia

### Carriera militare
Figlio di John Lowe, un chirurgo militare, nacque a Galway in Irlanda, patria della madre. Frequentò la Salisbury Grammar School, entrando poi nella milizia del Devon orientale all'età di vent'anni e successivamente (1787) nel 50º reggimento dove serviva suo padre, venendo poi inviato a Gibilterra sotto il governatore generale O'Hara. Con l'entrata in guerra dell'Inghilterra contro la Francia nel 1793, Lowe fu inviato in servizio attivo prima in Corsica, poi sull'Elba, in Portogallo e a Minorca, dove gli venne affidato il comando di un battaglione di esiliati corsi, chiamato i "Corsican Rangers" e conducendoli quindi in Egitto tra il 1800 e l'anno successivo.
In seguito alla pace di Amiens, Lowe, divenuto maggiore, divenne aiuto-generale ma al riesplodere del conflitto con la Francia nel 1803 venne di nuovo incaricato, col titolo di tenente-colonnello, di porsi al comando del battaglione corso in Sicilia. Lowe riuscì a conquistare l'isola di Capri ma nel 1808 fu costretto ad evacuarla in seguito all'attacco di Gioacchino Murat, pur perdendo solo 1362 uomini contro i circa 4000 al comando francese. Nel corso dell'anno successivo Lowe e il suo reparto ebbero un ruolo essenziale nella conquista di Ischia, Procida, Zante, Cefalonia, Cerigo, mentre Capri continuava ad essere intensamente difesa dalla Francia. Per alcuni mesi fu governatore di Cefalonia e Itaca.
Ritornato in Inghilterra nel 1812, fu inviato nel gennaio dell'anno successivo a istruire una legione russo-tedesca di nuova formazione e accompagnò in tale veste le armate della coalizione anti-francese nella campagna finale contro Napoleone, combattendo in ben tredici battaglie della Campagna di Francia. Fu inviato a Londra per dare la notizia della prima abdicazione di Bonaparte nell'aprile 1814. Conferitogli il titolo di 'sir' e promosso maggiore-generale, ricevette inoltre decorazioni da parte delle corti di Russia e Prussia, anche se le prime notizie della sua omosessualità lo fecero guardare con sospetto dai comandi militari inglesi. Incaricato di guidare le truppe britanniche nei Paesi Bassi, gli fu poi dato l'ordine di recarsi a Genova a prendere il comando delle forze inglesi nell'area non potendo così partecipare alla campagna del Belgio che si concluse nella battaglia di Waterloo. Il 1º agosto 1815 ricevette la nomina a governatore dell'isola di Sant'Elena, dove sarebbe stato esiliato Napoleone arresosi intanto a bordo della nave britannica HMS Bellerophon.

### Governatore di Sant'Elena
Al suo arrivo a Sant'Elena, Hudson Lowe venne a sapere degli attriti che c'erano stati tra Napoleone e l'ammiraglio Cockburn dell'H.M.S. Northumberland, la nave che aveva trasportato Bonaparte e i suoi seguaci sull'isola; venne inoltre a sapere delle pressioni di Napoleone e dei suoi sul vice-governatore colonnello Wilks riguardo alla possibilità di un'estensione dei ristretti limiti di movimento concessi loro. Lowe, desideroso di rispettare alla lettera gli ordini rigidissimi ricevuti da Londra, non aveva alcuna intenzione di cedere su questi punti e non tardò a entrare in conflitto con Napoleone.
Col sopraggiungere di notizie riguardanti una spedizione di salvataggio organizzata dai bonapartisti degli Stati Uniti, Lowe impose maggiori restrizioni alle libertà di movimento di Napoleone: la sua residenza di Longwood iniziò ad essere vigilata costantemente dopo il calar del sole, cosa che portò Napoleone e i suoi compagni a una rottura dei rapporti con Hudson Lowe. Anche il medico inglese O'Meara si schierò dalla parte di Napoleone, contribuendo poi a dipingere in cattiva luce la condotta di Lowe allorquando ritornò in patria. Accuse al pessimo comportamento di Lowe vennero anche da Las Cases, Montholon e dai Commissari francesi, russi e austriaci. Lo stesso duca di Wellington ebbe a dire di lui:
«Una pessima scelta; era un uomo privo di educazione e di giudizio. Era un uomo stupido, non conosceva nulla del mondo e, come tutti gli uomini che nulla sanno del mondo, era sospettoso e geloso».
Vi sono peraltro anche voci in difesa di Lowe, che affermano come egli si limitasse ad eseguire gli ordini avuti per impedire la fuga di Napoleone dall'isola. L'ultimo episodio ricordato da Emil Ludwig nel suo libro è di come il governatore, dopo aver dichiarato che perdonava l'imperatore e pur rendendogli gli onori della sepoltura come fosse un generale inglese, rifiutasse che la tomba riportasse la sola scritta "Napoleone" (senza il "Bonaparte") per cui la stessa rimase senza iscrizione. Lowe resta quindi una figura piuttosto controversa.

### Dopo Sant'Elena
All'indomani della morte dell'imperatore, il 5 maggio 1821, Lowe fu richiamato a Londra ottenendo i ringraziamenti di re Giorgio IV.
Con la pubblicazione del libro di O'Meara e del Memoriale di Sant'Elena di Emmanuel de Las Cases, Lowe fu screditato dall'opinione pubblica europea, compresa quella inglese  e le sue fortune calarono, complice il fatto che i suoi orientamenti omosessuali (che Lowe invano aveva tentato di nascondere, corrompendo persino alcuni giornali) fossero ormai di dominio pubblico. Comandante delle forze britanniche a Ceylon tra il 1825 e il 1830, non ottenne l'attesa nomina a governatore dell'isola quando il posto divenne vacante. Nominato colonnello del 50º reggimento nel 1842 dalla Regina Vittoria, morì nel 1844. Le sue spoglie mortali sono ancora oggi custodite presso la Chiesa di San Marco, nel quartiere londinese di Mayfair.